# Odontoscelia marginellus
Odontoscelia marginellus är en tvåvingeart som först beskrevs av Camillo Rondani 1848.  Odontoscelia marginellus ingår i släktet Odontoscelia och familjen Neriidae. Inga underarter finns listade i Catalogue of Life.